# Ziríes

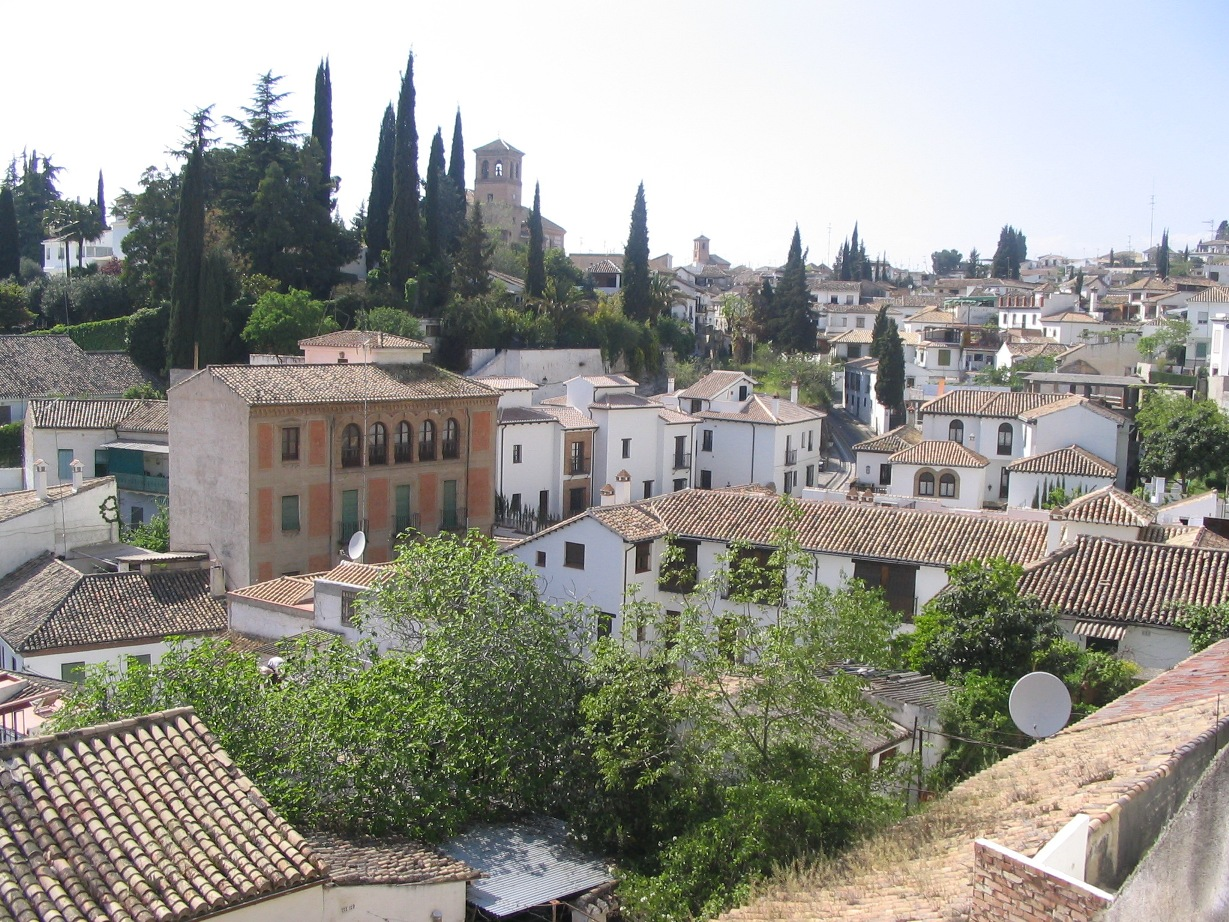
El Albayzín en Granada

Los ziríes fueron una dinastía bereber originaria de la Cabilia, una región montañosa de Argelia, que desde el siglo X gobernaron la región de Magreb, primero como vasallos de los fatimíes y, a partir de 1048 y hasta 1163, como emires independientes.
Una rama de los ziríes, encabezada por Zawi ben Ziri, se trasladó a al-Ándalus para servir como mercenarios a las órdenes de Almanzor y, en 1013, fundaría la Taifa de Granada, un reino independiente musulmán que surgió en al-Ándalus a raíz de la desintegración del Califato de Córdoba.
En 1057 se anexionaron la Taifa de Málaga al conquistarla a los reyes de la dinastía hammudí que la gobernaban desde 1026. Sin embargo, en 1073, la taifa malagueña volvería a independizarse de la mano del también zirí Tamim, hermano del rey granadino Abd Allah ben Buluggin por lo que hasta la caída de estos reinos a manos de los Almorávides en 1090, en al-Ándalus coexistieron dos reinos taifas gobernados por miembros de la dinastía zirí. 
Por extensión, el término zirí se aplica también al arte y a las construcciones civiles realizadas en época de esta dinastía en las zonas de al-Ándalus que dominaron (Granada y Málaga). Entre ella destacan la alcazaba Cadima en el Albayzín, parte de la antigua muralla de Granada y la Alcazaba de Málaga.
En relación con las demás dinastías (entre la dinastía Hammudí, los abadíes y los Banu Hud), los abadíes fueron el grupo más fuerte y más duradero.

## Clientes fatimíes
Cuando los fatimíes marcharon a Egipto en el 969, dejaron Ifriquiya a cargo de los ziríes, jefes pertenecientes a la confederación bereber sinhaya. En una serie de campañas, trataron de hacerse con el control del Magreb central (Argelia), a lo que se opusieron en general los bereberes de la otra confederación principal, la zanata, que contaban con el apoyo del Gobierno omeya cordobés.
Al morir Al-Mansur ibn Buluguín en el 996, dos de los tíos del nuevo emir Násir ad-Dawla Badis ibn al-Mansur se rebelaron en Tremecén y se sometieron a los omeyas cordobeses. Derrotados, pasaron a la península ibérica con sus seguidores.

## Capitales

Mapa de Cabilia.

- Antes de 972: Achir[3] ·[4]
- Antes de 1057: Kairuán[5] ·[6]
- Desde 1057: Mahdía[5]·[6]

## Reyes ziríes en al-Ándalus

Los ziríes en la península ibérica y en el Magreb.

Su fundador fue Ziri Manad y su principal descendiente, Zawi ben Ziri, general mercenario del califa de Córdoba, Hisham II, a las órdenes de su hayib Almanzor. A la muerte de este, en Medinaceli el 12 de agosto de 1002 (25 de Ramadán de 392), se desata una guerra civil en Al-Ándalus. Zawi toma parte en ella como cabeza militar de uno de los bandos. En 1011 arrasa Medina Azahara y en marzo de 1013 toma Córdoba y funda el Reino de Granada, del que es su primer emir (rey). Trasladó su capital desde Medina Elvira a la actual ciudad de Granada. Murió envenenado en Argel en 1019 por orden de su rey, el también zirí, Mahdía.
Los ziríes fueron gobernantes de varios reinos en Ifriquiya, Magreb, Granada y Málaga. Además de hábiles guerreros al servicio de los califas fatimíes y cordobeses.

### Taifa de Granada
| Nº de orden | Nombre                                           | Años en el poder |
| 1           | Zawi ben Ziri as-Sinhayi                         | 1013-1019        |
| 2           | Buluguin ben Zawi                                | 1019             |
| 3           | Habús ben Maksan ben Ziri as-Sinhayi al-Muzaffar | 1019-1038        |
| 4           | Badis ben Habús al-Mansur                        | 1038-1073        |
| 5           | Buluguin ben Badis                               | 1073             |
| 6           | Abd Allah ben Buluggin ben Badis, Sayf ad-Dawla  | 1073-1090        |

### Taifa de Málaga
- Tamim ben Buluggin ben Badis (1073-1090)